# Bélagyulafalva
Bélagyulafalva (szlovákul Belá-Dulice) község Szlovákiában, a Zsolnai kerületben, a Turócszentmártoni járásban. Turócbéla és Gyulafalva egyesítésével jött létre.

## Fekvése
Turócszentmártontól 12 km-re délkeletre fekszik.

## Élővilága

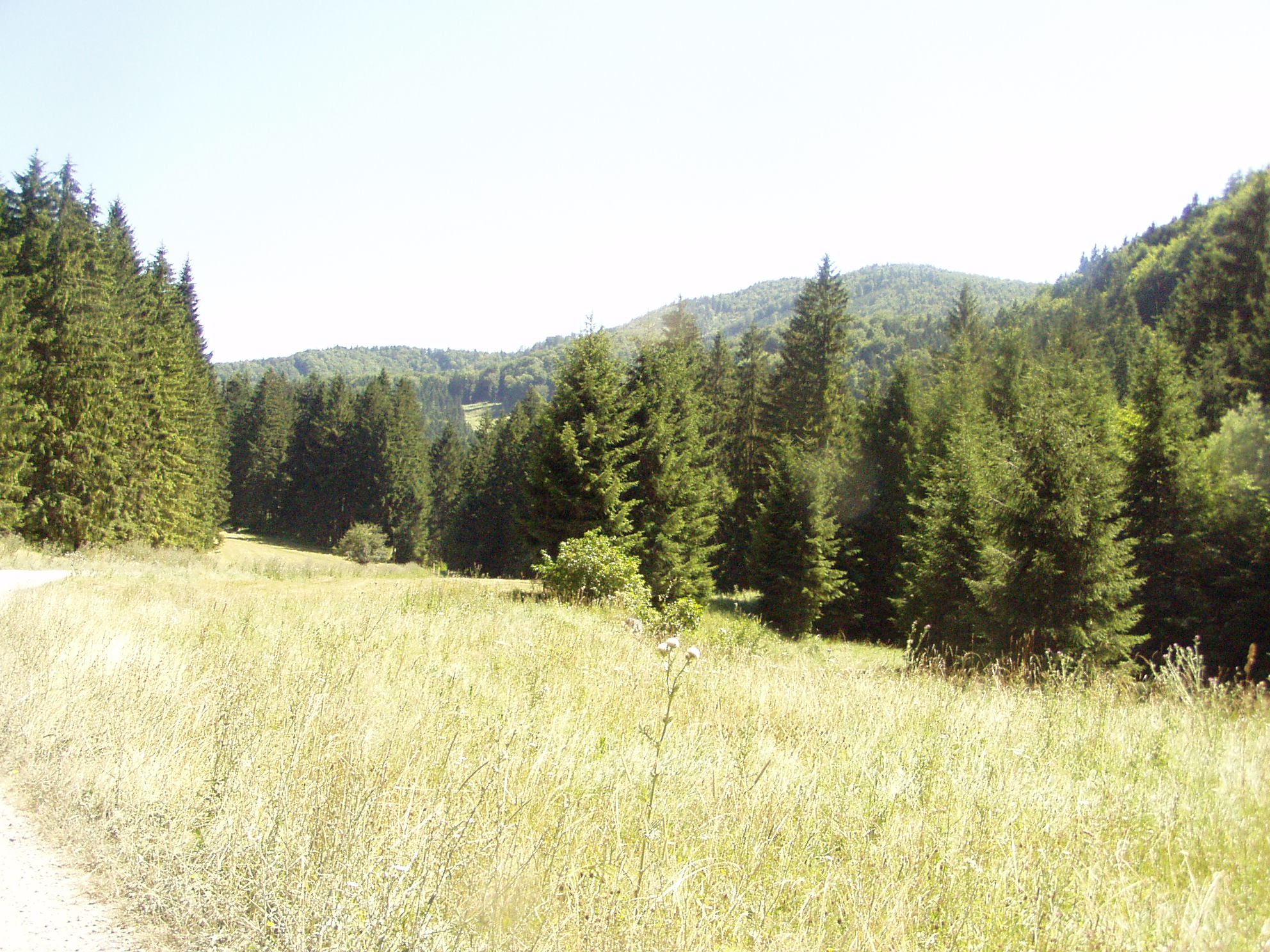

A faluban egy gólyafészket tartanak nyilván, a tsz-szel szemben.

## Története
Turócbélát 1282-ben, Gyulafalvát 1357-ben említik először.
A trianoni diktátumig mindkét település Turóc vármegye Turócszentmártoni járásához tartozott.
1971-ben a két falu egyesítésével keletkezett a mai község: Bélagyulafalva.

## Népessége
| Év:            | 1994. | 2004.   | 2014.   | 2024.   |
| -------------- | ----- | ------- | ------- | ------- |
| Emberek száma: | 1223  | 1228    | 1264    | 1232    |
| Eltérés:       |       | +0,40 % | +2,93 % | -2,53 % |

| Év:            | 2023. | 2024.   |
| -------------- | ----- | ------- |
| Emberek száma: | 1245  | 1232    |
| Eltérés:       |       | -1,04 % |

2001-ben 1217 lakosából 1208 szlovák volt.
2011-ben 1264 lakosából 1238 szlovák.

## Nevezetességei

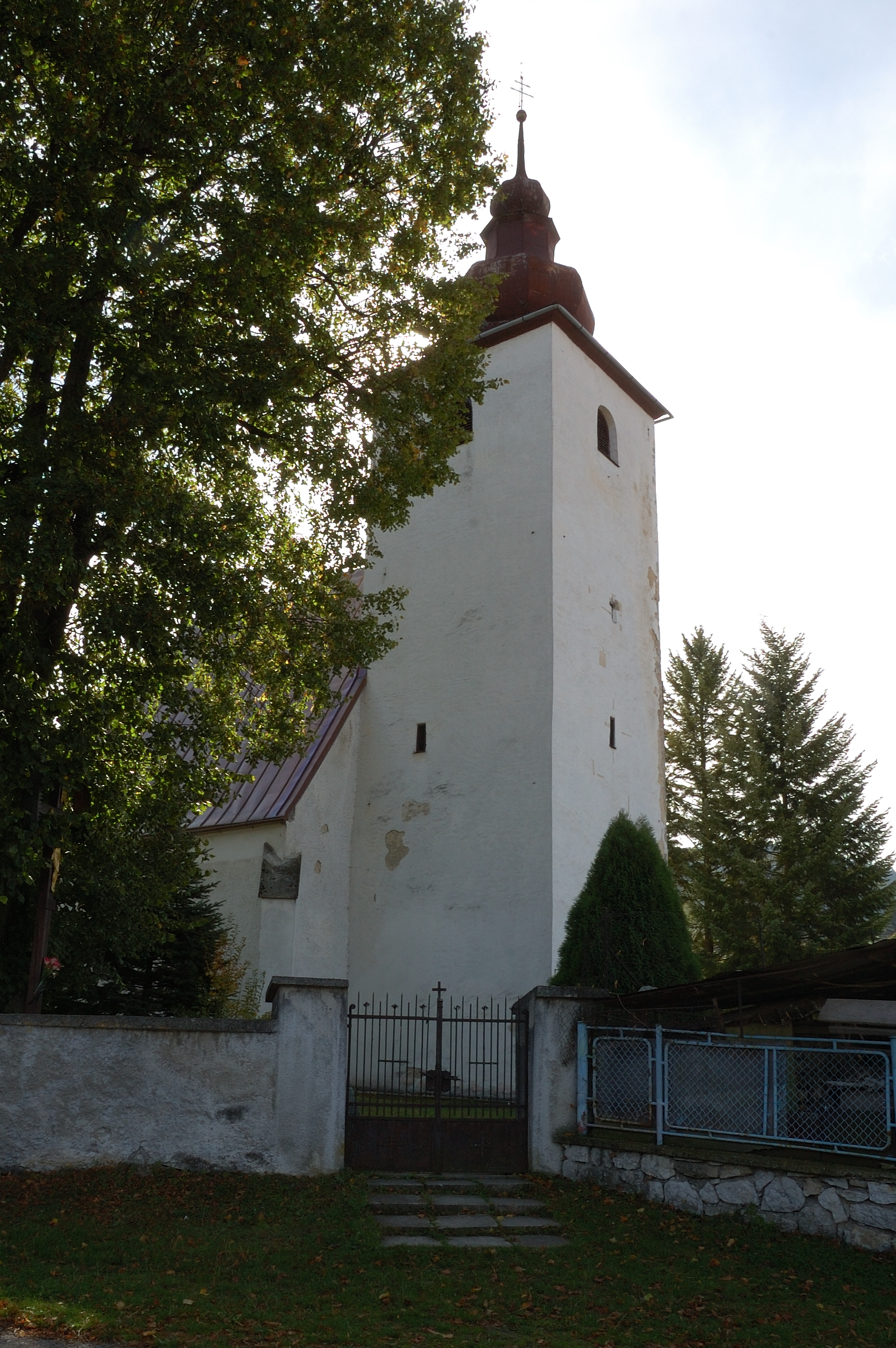

- Isten báránya tiszteletére szentelt római katolikus temploma 13. századi eredetű, a 17. században reneszánsz stílusban építették át. Gótikus szobrait ma a budapesti Szépművészeti Múzeum őrzi.
- Evangélikus temploma 1920-ban épült.

## Lásd még
- Gyulafalva
- Turócbéla